# Dianeura goochii
Dianeura goochii és una espècie de lepidòpter zigenoïdeu de la família dels himantoptèrids (Himantopteridae), subfamília Anomoeotinae. És endèmica de Sud-àfrica.